# بين يونغز
بين يونغز (بالإنجليزية: Ben Youngs)‏ هو لاعب اتحاد الرغبي بريطاني، ولد في 5 سبتمبر 1989 في نورتش في المملكة المتحدة.

## وصلات خارجية
- بين يونغز على موقع دوري الرغبي الممتاز (الإنجليزية)
- بين يونغز عل موقع إسبنسكروم (الإنجليزية)
- بين يونغز على موقع ItsRugby.co.uk (الإنجليزية)